# Esonía
Esonía, en grec moderne : Αισωνία, est un ancien dème du district régional de Magnésie, en Thessalie, Grèce. Depuis 2010, il est fusionné au sein du dème de Vólos.
Selon le recensement de 2011, la population du dème compte 3 249 habitants.